# Roald Hoffmann
(Roald Hoffmann)
Roald Hoffmann (Zoločiv, 18 luglio 1937) è un chimico, scrittore e divulgatore scientifico statunitense di origini ebraiche e polacche.
I suoi studi di chimica teorica sui meccanismi delle reazioni gli hanno valso il premio Nobel nel 1981.

## Biografia
Roald Hoffmann è nato a Złoczów, in Polonia (oggi Ucraina) ed è stato chiamato Roald in onore dell'esploratore norvegese Roald Amundsen; il suo nome di nascita è Roald Safran, Hoffmann è il cognome del padre adottivo. In seguito all'invasione della Polonia da parte di Hitler, venne rinchiuso insieme alla sua famiglia prima in un ghetto  e poi in un campo di concentramento, dal quale riuscì a fuggire insieme alla madre nel 1939. Il padre  naturale fu invece ucciso dai nazisti durante un successivo tentativo di fuga. Dopo la seconda guerra mondiale fuggì dalla Polonia comunista con la madre e il patrigno, spostandosi in Cecoslovacchia, Austria, Germania e, infine, emigrando definitivamente negli Stati Uniti d'America nel 1949.
Qui, il giovane Hoffmann frequentò la Columbia University, dove si laureò in chimica e ottenendo poi il PhD ad Harvard con William N. Lipscomb, Jr. nel 1962. In seguito, iniziò la collaborazione con Robert Burns Woodward, sviluppando insieme a lui le regole per spiegare alcuni meccanismi di reazione (le regole di Woodward-Hoffmann). Queste ricerche gli valsero il Premio Nobel per la chimica nel 1981, e la medaglia Priestley nel 1990.
In seguito ha rivolto i suoi studi, e li prosegue tuttora, alle proprietà e al comportamento di sostanze organiche ed inorganiche e dei materiali, sviluppando il metodo di Hückel esteso che ha proposto nel 1963.
Si ritirò dall'insegnamento nel 2007, dedicandosi all'attività di divulgatore scientifico.

## Lo scienziato e il divulgatore
(Roald Hoffmann)
Oltre ai meriti scientifici, Hoffmann è noto anche per l'impegno nella divulgazione scientifica, e per l'attività di scrittore.
Ha infatti pubblicato numerosi articoli sia su riviste specializzate, sia su periodici rivolti al grande pubblico (come lo statunitense American Scientist). Ha al suo attivo inoltre alcuni libri di divulgazione scientifica, anch'essi rivolti a lettori non-specialisti, e due collezioni di poesie: "The Metamict State" (1987, ISBN 0-8130-0869-7) e "Gaps and Verges" (1990, ISBN 0-8130-0943-X).  Ha anche scritto una commedia a quattro mani con Carl Djerassi intitolata "O2 Oxygen" sulla scoperta dell'ossigeno ma soprattutto su quello che significa essere uno scienziato e l'importanza del processo della scoperta nella scienza.
Hoffmann ha spesso affermato di considerare l'insegnamento e la diffusione delle conoscenze scientifiche al pubblico un compito importante tanto quanto l'attività di ricerca stessa. Con questo scopo, Hoffmann ha esteso la divulgazione scientifica anche ad altri media, come la televisione: è stato ospite fisso di una serie TV intitolata "World of Chemistry", trasmessa dalla rete statunitense PBS a partire dal 1990, nella quale ha esplorato e spiegato diversi concetti di chimica, con esempi di esperimenti e interviste a chimici.
Appassionato di arte, è anche recentemente apparso in un altro show televisivo americano intitolato "Entertaining Science, "nel quale ha analizzato gli elementi di contatto tra l'arte e la scienza.
Un suo libro recente, "The same and not the same", tratta del concetto di isomeria in chimica, ed esplora le tematiche dell'identità sia da un punto di vista chimico che artistico e letterario; nel 2005 è stato pubblicato in Italia da Longanesi, con il titolo "La chimica allo specchio".

## Opere
- La chimica allo specchio, Longanesi, 2005
- Se si può, si deve?, Di Renzo Editore, 2007
- Come pensa un chimico? Di Renzo Editore, 2009